# Выветривание
Выве́тривание — совокупность процессов физического и химического преобразования горных пород и слагающих их минералов на месте их залегания под воздействием колебаний температуры, циклов замерзания и химического воздействия воды, атмосферных газов и организмов.
Выветривание происходит за счёт совокупного воздействия на верхнюю оболочку литосферы агентов (факторов) выветривания из гидросферы, атмосферы и биосферы. В результате образуются кора выветривания и продукты выветривания. Выветривание может проникать на глубину до 500 метров.

## Типы выветривания
Различают несколько типов выветривания, которые могут преобладать в разной степени:
1. физическое, или механическое (трение, лёд, вода и ветер);
2. химическое;
3. органогенное;
4. радиационное (ионизирующее).

### Физическое (механическое)

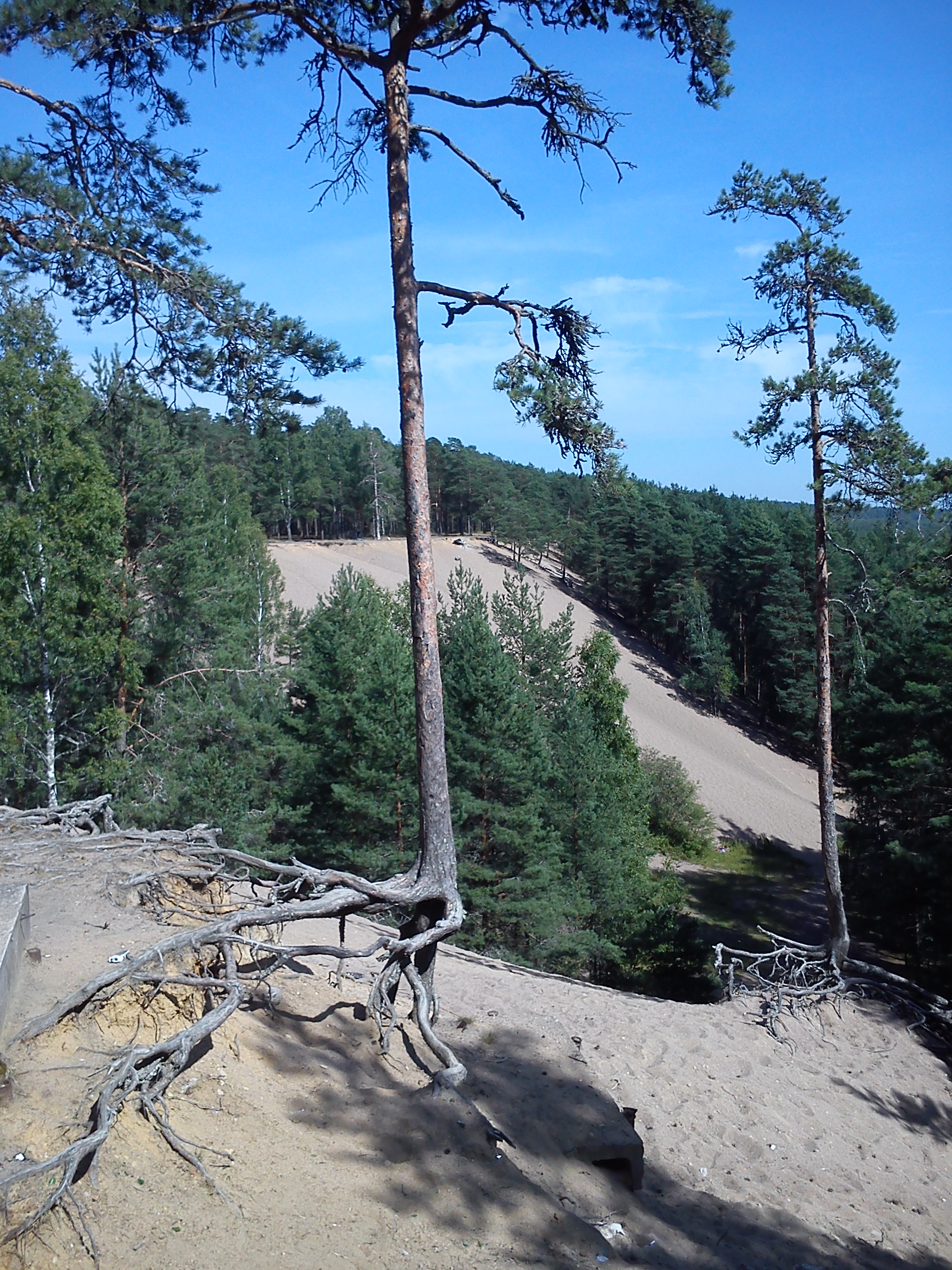
«Гора смерти» около парка «Корниш» в Серово в Санкт-Петербурге

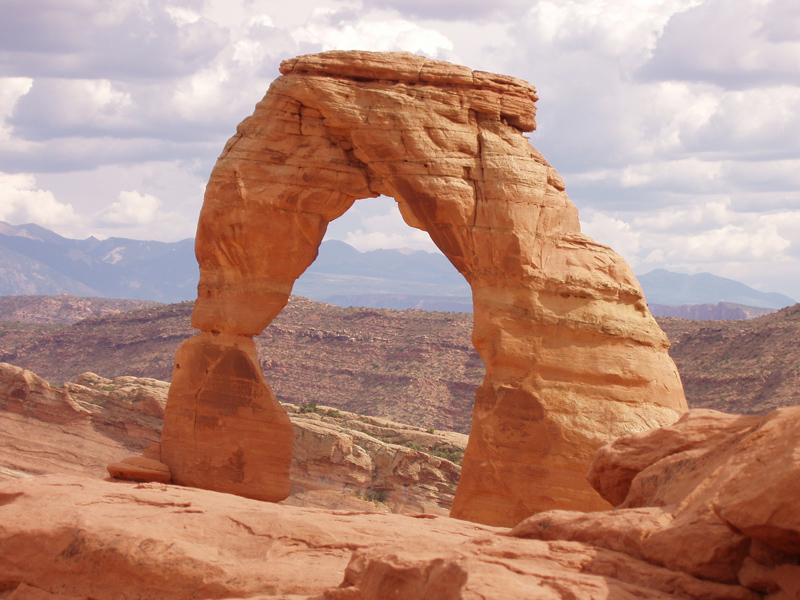
«Арка» в штате Юта (США), пример механического выветривания

Чем больше разница температур в течение суток, тем быстрее происходит процесс выветривания. Причиной механического выветривания также является попадание в трещины воды, которая при замерзании увеличивается в объёме на 1/10, что способствует ещё большему выветриванию породы.
Механическое измельчение горных пород приводит к пропусканию и задерживанию породой воды и воздуха, а также значительному увеличению площади поверхности, что создаёт благоприятные условия для химического выветривания. В результате катаклизмов с поверхности могут осыпаться породы, образуя плутонические породы. Всё давление на них оказывают боковые породы, из-за чего плутонические породы начинают расширяться, что ведёт к рассыпанию верхнего слоя пород.

### Химическое

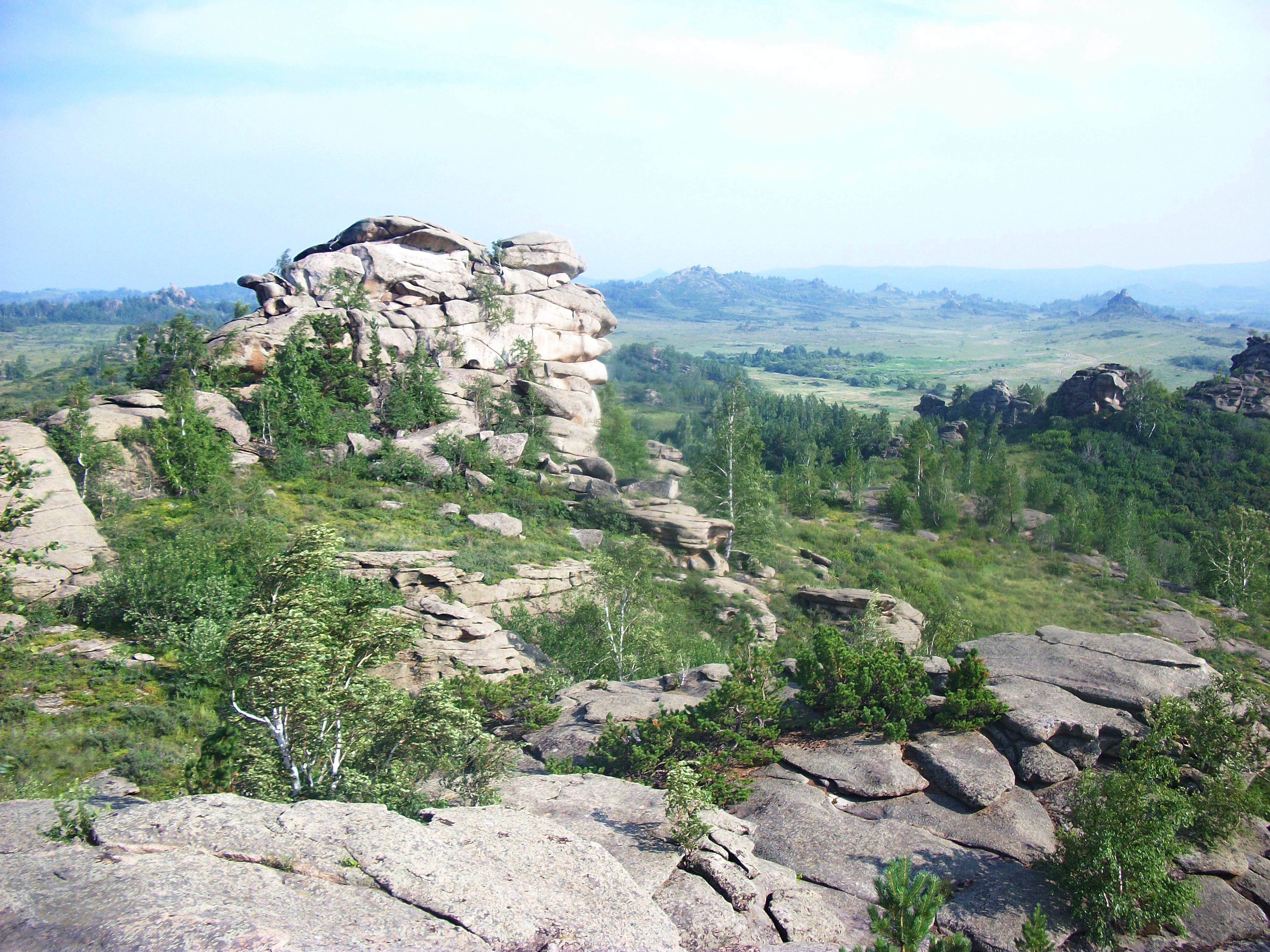
Скалы у Колыванского озера, Алтайский край

Химическое выветривание — это совокупность различных химических процессов, в результате которых происходит дальнейшее разрушение горных пород и качественное изменение их химического состава с образованием новых минералов и соединений.
Важнейшими факторами химического выветривания являются вода, углекислый газ и кислород. Вода — энергичный растворитель горных пород и минералов.
Основная химическая реакция воды с минералами магматических пород — гидролиз — приводит к замене катионов щелочных и щелочноземельных элементов кристаллической решётки на ионы водорода диссоциированных молекул воды:
Образующееся основание (KOH) создаёт в растворе щелочную среду, при которой происходит дальнейшее разрушение кристаллической решётки ортоклаза. При наличии углекислого газа KOH переходит в форму карбоната:
Взаимодействие воды с минералами горных пород приводит также и к гидратации — присоединению частиц воды к частицам минералов. Например:
В зоне химического выветривания также широко распространена реакция окисления, которой подвергаются многие минералы, содержащие способные к окислению металлы. Ярким примером окислительных реакций при химическом выветривании является взаимодействие молекулярного кислорода с сульфидами в водной среде.
Так, при окислении пирита наряду с сульфатами и гидратами окислов железа образуется серная кислота, участвующая в создании новых минералов.
12FeSO4 + 6H2O + 3O2 → 4Fe2(SO4)3 + 4Fe(OH)3;

### Органогенное
Органогенное выветривание производят живые организмы (бактерии,  роющие животные, низшие и высшие растения, лишайники). В процессе своей жизнедеятельности они воздействуют на горные породы механически (разрушение и дробление горных пород растущими корнями растений, при ходьбе, рытьё нор животными). Особенно большая роль в органогенном выветривании принадлежит микроорганизмам.

### Радиационное
Радиационным выветриванием называется разрушение пород под действием радиационного, или солнечного, излучения. Радиационное выветривание оказывает влияние на процессы химического, биологического и физического выветривания. Характерным примером породы, подверженной радиационному выветриванию, может служить реголит на Луне.

## Продукты выветривания
В результате действия агентов выветривания формируются коры выветривания. Различают коры физического и химического выветривания.
Продуктом выветривания в ряде областей Земли на дневной поверхности являются курумы. Продуктами выветривания в определённых условиях становятся щебень, дресва, «шиферные» обломки, песчаные и глинистые фракции, включая каолин, лёссы, отдельные обломки горных пород различных форм и размеров в зависимости от петрографического состава, времени и условий выветривания.